# Организация за африканско единство
Организацията за африканско единство (ОАЕ) (на английски: Organization of African Unity, OAU) е една от най-големите регионални международни организации, обхващаща почти всички държави в Африка (с изключение на Мароко).
Организацията е учредена на 25 май 1963 г. в столицата на Етиопия – Адис Абеба, където се помещава и нейното седалище.
На 8 юли 2002 г. ОАЕ е преобразувана в Африкански съюз по подобие на Европейския съюз.

## Цели на организацията
Организацията за африканско единство има две основни цели:
- Да насърчава единството и солидарността между държавите в Африка и да представлява колективния интерес на целия африкански континент. Това е било необходимо, за осигуряване на икономическото и политическото бъдеще на Африка в дългосрочен план.
- Да изкорени всякакви форми на колониализъм. По време на създаването на съюза някои от държавите все още не са били извоювали своята независимост или са били управлявани от малцинства. Сред тези държави са Република Южна Африка и Ангола. ОАЕ предлага два начина за премахване на колониализма от континента: защита на интересите на независимите държави и колониите; неутралитет по отношение на международните конфликти за с цел защита на членовете от пореден евентуален контрол от външни страни.

Създаден е Освободителен комитет за подпомагане на движенията за независимост и за отстояване на интересите на държавите, постигнали независимост. Неутралитетът на съюза при международни спорове е разбираем на фона на опасностите, породени от Студената война.
Други цели на Организацията за африканско единство:
- Защита на човешките права на африканците.
- Повишаване на жизнения стандарт на всички африканци.
- Уреждане на спорове и конфликти между членовете чрез дипломатически преговори.

## История на организацията
Скоро след постигането на независимостта си много африкански държави изразяват нарастващо желание за по-голямо единство на континента. Не всички обаче са на едно мнение как да се постигне това единство. Така се стига до разделяне на две групи с различни виждания:
- Блокът „Казабланка“, предвождан от президента на Гана Кваме Нкрума, който иска федеративно управление на всички африкански държави. Блокът включва държавите Гана, Алжир, Гвинея, Мароко, Египет, Мали и Либия. Блокът е създаден през 1961 г. и неговите членове се самоопределят като прогресивни държави.
- Блокът „Монровия“, предвождан от Леопол Седар Сенгор от Сенегал, е на мнение, че единството трябва да се постигне постепенно чрез икономическо сътрудничество, като междувременно не подкрепя идеята за федерация. Членове на този блок са държавите Сенегал, Нигерия, Либерия, Етиопия и повечето от бившите френски колонии.

Някои от първоначалните дискусии се провеждат в Саникуели, Либерия. Спорът се решава, когато етиопският император Хайле Селасие I кани двете групи в Адис Абеба, където впоследствие се установява и централното управление на ОАЕ. Хартата на организацията е подписана от 32 независими африкански държави.
До разпускането на ОАЕ в нея членуват 53 от общо 54 африкански държави; Мароко напуска организацията на 12 ноември 1984 г., след признаването на Сахарската арабска демократична република като официално правителство на Западна Сахара през 1982 година.
Организацията не се приема достатъчно сериозно от трети страни заради ограничените си правомощия. Тя привежда в действие решенията си трудно, а липсата на въоръжени сили прави всякакви интервенции от нейна страна изключително трудни. Гражданските войни в Нигерия и Ангола продължават години и ОАЕ не може да направи нищо, за да ги спре.
Политиката за ненамеса в делата на държавите членки също ограничава ефективността на организацията. Пример за това са нарушения на човешките права както в Уганда през периода на управление на Иди Амин между 1971 и 1979 г., когато ОАЕ се оказва безсилна да спре нарушенията.
Бившият генерален секретар на ООН Кофи Анан хвали организацията за това, че е обединила всички африканци. Въпреки това за 39-годишното си съществуване ОАЕ получава критики, че е направила твърде малко за опазването на правата и свободите на африканските граждани от собствените им политически лидери и дори бива наричана „Клубът на диктатора“.
В някои аспекти ОАЕ се оказва успешна. Много от нейните членове са членове и на ООН и се подкрепят взаимно за защита на африканските интереси, особено по отношение на проточилия се колониализъм.
Пълно единство е било невъзможно да се постигне поради постоянните разделения вътре в ОАЕ. Бившите френски колонии, все още зависими от Франция, формират групата „Монровия“, а има и още едно разделение, породено от Студената война: фракцията с водач Феликс Хуфуе-Боани от Кот д'Ивоар подкрепя капиталистическия блок, оглавяван от САЩ, а фракцията, предвождана от Кваме Нкрума, подкрепя социалистическия блок, ръководен от СССР. Разделенията в ОАЕ затрудняват постигането на единство и предприемането на ефективни действия срещу вътрешните конфликти в отделните африкански държави.
Все пак ОАЕ играе основна роля в премахването на колониализма и управлението на малцинствата в Африка. Организацията е предоставяла оръжие, подготовка и военни бази на колонизираните нации, борещи се за независимост. Групи като Африканския национален конгрес и Панафриканския конгрес, борещи се с апартейда, както и Африканския национален съюз на Зимбабве и Африканския народен съюз на Зимбабве, борещи се за независимостта на Южна Родезия, са били подпомагани от Организацията за африканско единство. Африканските пристанища са били затваряни за южноафриканското правителство, а на южноафрикански самолети е било забранявано да летят във въздушното пространство на останалата част от континента. ОАЕ убеждава ООН да изключи Република Южна Африка от Световната здравна организация.
ОАЕ си сътрудничи с ООН за справяне с проблема с бежанците. С тази цел се създава и Африканската банка за развитие за икономически проекти, целящи да направят Африка по-стабилна финансово. Въпреки че всички африкански държави са успели да извоюват независимостта си, за тях е трудно да станат напълно независими от бившите си колонизатори. Те продължават да разчитат на тях за икономическа помощ, което най-често довежда до заеми с големи лихви и задължението да им продават продукти на ниски цени.
След отхвърлянето на колониалната зависимост някои африкански държави са изпитвали влияние от страна на САЩ и СССР, например в осигуряването на помощ под формата на технологии и хуманитарни работници. Въпреки че е била полезна за африканските държави, подобна външна помощ често е била приемана с недоверие и невинаги е прилагана изцяло в интерес на бившите колонии.
Автономни специализирани агенции, работещи под егидата на ОАЕ:
- Панафрикански телекомуникационен съюз
- Панафрикански пощенски съюз
- Панафриканска новинарска агенция
- Съюз на африканската национална телевизия и радио
- Съюз на африканските железопътни линии
- Организация за единство на африканския търговски съюз
- Върховен съвет на спортовете в Африка

### Разрастване на организацията по периоди
- 25 май 1963 г. – държави-учредители: Алжир, Бряг на слоновата кост, Бурунди, Габон, Гана, Гвинея, Горна Волта, Дахомей, Египет, Етиопия, Занзибар, Република Конго, Демократична република Конго, Либерия, Либия, Мавритания, Мадагаскар, Мали, Мароко (до 1985 г., когато напуска ОАЕ заради несъгласие с признаването на Сахарска арабска демократична република като официално правителство на Западна Сахара), Нигер, Нигерия, Руанда, Сенегал, Сиера Леоне, Сомалия, Судан, Танганика, Того, Тунис, Уганда, ЦАР, Чад;
- 13 декември 1963 г. – Кения;
- 13 юли 1964 г. – Малави;
- 16 декември 1964 г. – Замбия;
- Октомври 1965 г. – Гамбия;
- 31 октомври 1966 г. – Лесото;
- Август 1968 г. – Мавриций;
- 24 септември 1968 г. – Свазиленд;
- 12 октомври 1968 г. – Екваториална Гвинея;
- 19 ноември 1973 г. – Гвинея-Бисау;
- 11 февруари 1975 г. – Ангола;
- 18 юли 1975 г. – Кабо Верде, Коморски острови, Мозамбик, Сао Томе и Принсипи;
- 29 юни 1976 г. – Сейшелски острови;
- 27 юни 1977 – Джибути;
- Юни 1980 г. – Зимбабве;
- 22 февруари 1982 г. – Западна Сахара (против този прием се обявява Мароко и през 1985 г. напуска организацията);
- Юни 1990 г. – Намибия;
- 24 май 1993 г. – Еритрея;
- 6 юни 1994 г. – ЮАР.

## Органи на организацията
- Събрание на държавните глави и премиерите – главен орган на ОАЕ. Всяка държава участва с един глас при вземането на решения. Решения се вземат при участие най-малко на 2/3 от членовете на ОАЕ и с положителен вот най-малко на 2/3 от гласувалите.
- Панафрикански парламент – представлява висшия законодателен орган на Съюза.
- Африканска комисия – състои се от 10 члена.
- Африкански съд.
- Централна африканска банка.
- Африканска инвестиционна банка.
- Африкански валутен борд.

Последните три работят най-вече в посока въвеждането на единна африканска валута.

## Дейност на организацията
- От учредяването си през 1963 г. ОАЕ се обявява против колониализма в Африка, но въпреки това Организацията допуска намесата на някои бивши колониални сили в дейността ѝ.
- През 1966 г. ОАЕ създава в Дар ес Салаам комитет за оказване на помощ, включително финансова, на освободилите се от колониална господство държави.
- От учредяването си ОАЕ се обявява против апартейда в ЮАР и не поддържа дипломатически отношения с режима в тази държава. През 1971 г. 15 членове на организацията се обявява за започване на диалог с ЮАР, което довежда до криза в ОАЕ. През 1975 г. организацията взема становището, че проблемите в ЮАР следва да се разрешат без въоръжен конфликт.
- През 1963 г. ОАЕ се намесва успешно като арбитър в конфликта между Мароко и Алжир.
- През 1965 г. ОАЕ се намесва с дипломатически средства и това води до преустановяване на въоръжения конфликт между Сомалия и Етиопия.
- През 1980 г. ОАЕ създава Африкански съвет за сигурност и изпраща в Чад въоръжени отряди, които да заменят либийските въоръжени сили там.

## Срещи на високо равнище на ОАЕ
Включени са и извънредни срещи.
- Адис Абеба (Етиопия): 22 – 25 май 1961.
- Кайро (Египет): 17 – 21 юли 1964.
- Акра (Гана): 21 – 26 октомври 1965.
- Адис Абеба (Етиопия): 5 – 9 ноември 1966.
- Киншаса (Демократична република Конго, постарому Заир): 11 – 14 септември 1967.
- Алжир (Алжир): 13 – 16 септември 1968.
- Адис Абеба (Етиопия): 6 – 10 септември 1969.
- Адис Абеба (Етиопия): 1 – 3 септември 1970.
- Адис Абеба (Етиопия): 21 – 23 юни 1971.
- Рабат (Мароко): 12 – 15 юни 1972.
- Адис Абеба (Етиопия): 27 – 28 май 1973.
- Кампала (Уганда): 28 юли – 1 август 1975.
- Порт Луи (Мавриций): 2 – 6 юли 1976.
- Либревил (Габон): 2 – 5 юли 1977.
- Хартум (Судан): 18 – 22 юли 1978.
- Монровия (Либерия): 17 – 20 юли 1979.
- Фрийтаун (Сиера Леоне): 1 – 4 юли 1980.
- Найроби (Кения): 24 – 27 юни 1981.
- Адис Абеба (Етиопия): 6 – 12 юни 1983.
- Адис Абеба (Етиопия): 12 – 15 ноември 1984.
- Адис Абеба (Етиопия): 18 – 20 юли 1985.
- Адис Абеба (Етиопия): 28 – 30 юли 1986.
- Адис Абеба (Етиопия): 27 – 29 юли 1987.
- Адис Абеба (Етиопия), Извънредна среща: октомври 1987.
- Адис Абеба (Етиопия): 25 – 28 май 1988.
- Адис Абеба (Етиопия): 24 – 26 юли 1989.
- Адис Абеба (Етиопия): 9 – 11 юли 1990.
- Абуджа (Нигерия): 3 – 5 юли 1991.
- Дакар (Сенегал): 29 юни – 1 юли 1992.
- Кайро (Египет): 28 – 30 юни 1993.
- Тунис (Тунис): 13 – 15 юни 1994.
- Адис Абеба (Етиопия): 26 – 28 юни 1995.
- Яунде (Камерун): 8 – 10 юни 1996.
- Хараре (Зимбабве): 2 – 4 юни 1997.
- Уагадугу (Буркина Фасо): 8 – 10 юни 1998.
- Алжир (Алжир): 12 – 14 юли 1999.
- Сирт (Либия), Извънредна среща: 6 – 9 септември 1999.
- Ломе (Того): 10 – 12 юли 2000.
- Лусака (Замбия): 9 – 11 юли 2001, последна среща на високо равнище на ОАЕ.

| Портал | Портал „Африка“ съдържа още много статии, свързани с Африка. Можете да се включите към Уикипроект „Африка“. |

|  | Тази страница частично или изцяло представлява превод на страницата Organisation of African Unity в Уикипедия на английски. Оригиналният текст, както и този превод, са защитени от Лиценза „Криейтив Комънс – Признание – Споделяне на споделеното“, а за съдържание, създадено преди юни 2009 година – от Лиценза за свободна документация на ГНУ. Прегледайте историята на редакциите на оригиналната страница, както и на преводната страница, за да видите списъка на съавторите. ВАЖНО: Този шаблон се отнася единствено до авторските права върху съдържанието на статията. Добавянето му не отменя изискването да се посочват конкретни източници на твърденията, които да бъдат благонадеждни. |